# USS Bataan (CVL-29)
USS Bataan (CVL-29) – lekki lotniskowiec floty amerykańskiej z czasów II wojny światowej należący do typu Independence.

## Historia
„Bataan” pierwotnie miał być lekkim krążownikiem typu Cleveland USS Buffalo (CL-99), jednak 2 czerwca 1942 roku w związku ze zmianą budowanego krążownika na lekki lotniskowiec zmieniono jego nazwę na „Bataan”. Okręt został wybudowany w stoczni New York Shipbuilding w Camden. Wszedł do służby 17 listopada 1943. Pierwszym dowódcą lotniskowca został komandor Valentine H. Schaeffer. Po wejściu w skład United States Navy okręt popłynął w rejs na Karaiby w celu zgrania załogi. 13 stycznia 1944 roku na pokładzie lotniskowca rozbił się Grumman F6F Hellcat zabijając trzech członków załogi. 16 stycznia „Bataan” przybył do Port-of-Spain w celu dokonania niezbędnych napraw. 14 lutego okręt powrócił do Stanów Zjednoczonych skąd 2 marca wyruszył w towarzystwie niszczyciela USS „Bennion” na Pacyfik. Przepłynąwszy Kanał Panamski 8 marca dopłynął 16 marca do San Diego, z którego dwa dni później popłynął na Hawaje. 22 marca przybył do Pearl Harbor. 31 marca o pokład lotniskowca rozbił się kolejny hellcat, jednak tym razem obyło się bez ofiar. 4 kwietnia 1944 roku lotniskowiec w eskorcie niszczycieli USS „Remy” i USS „Herbert W. Grant” opuścił Pearl Harbor, udając się w kierunku Wysp Marshalla. 9 kwietnia lotniskowiec przybył na atol Majuro, gdzie wszedł w skład Task Force 58. 13 kwietnia razem z lotniskowcami USS „Hornet”, USS „Belleau Wood” i USS „Cowpens” oraz resztą Task Force 58.1 „Bataan” popłynął w kierunku Nowej Gwinei, aby wziąć udział w ataku na Hollandie. Między 21 a 24 kwietnia samoloty lotniskowca atakowały cele na Nowej Gwinei. 29 kwietnia zaatakowano japońską bazę na atolu Truk, podczas tego ataku jeden z samolotów lotniskowca Grumman TBF Avenger został zestrzelony przez japońską obronę przeciwlotniczą, załoga samolotu został uratowana przez okręt podwodny USS „Tang”. 30 kwietnia grupa lotniskowca zaatakowała Ponape, a 4 maja okręty powróciły na Kwajalein. Następnie „Bataan” popłynął na Majuro w celu naprawy przedniego podnośnika samolotów, jednak tamtejsza baza remontowa nie mogła sobie poradzić z problemem i w tej sytuacji lotniskowiec popłynął do Pearl Harbor, gdzie przybył 22 maja. Po remoncie okręt powrócił na atol Majuro 2 czerwca 1944 roku, by następnie wziąć udział w inwazji na Mariany. Lotniskowiec dołączył do lotniskowców „Hornet”, USS „Yorktown” i „Belleau Wood” w ramach Task Group 58.1. 11 czerwca samoloty lotniskowca atakowały japońską bazę na wyspie Rota, wspierając lądowanie na Saipanie oraz brały udział w ochronie lotniczej zespołu, zestrzeliwując trzy Mitsubishi A6M i jeden Nakajima Ki-49 Donryu. Wieczorem 11 czerwca zespół popłynął w kierunku Guam. 12 czerwca samoloty lotniskowca zabezpieczały z powietrza ataki lotnicze na japońskie lotniska na Guam, zestrzeliwując dwa bombowce Yokosuka D4Y Suisei. Następnego dnia lądujący Curtiss SB2C Helldiver uszkodził na pokładzie cztery samoloty. 14 czerwca lotniskowce pobrały paliwo, niejako przy okazji myśliwiec z „Bataan” po 65-milowym pościgu zestrzelił japoński bombowiec. 15 czerwca samoloty lotniskowca brały udział w atakach na wyspy Iwo Jima i Chichi-jima oraz ciężko uszkodziły japoński statek „Tatsutagawa Maru”. 16 czerwca Amerykanie zostali zaalarmowani o płynących w stronę Marianów z Filipin dużych siłach japońskich. Rozpoczęła się bitwa na Morzu Filipińskim, w której samoloty z „Bataan” miały udział w zestrzeleniu wielu japońskich samolotów oraz zatopieniu lotniskowca „Hiyo”. Po akcji samoloty miały problemy podczas lądowania na lotniskowcu z powodu szybko zapadającego zmroku, na „Bataan” wylądowały dwa samoloty z „Yorktown” (jeden z nich rozbił się podczas lądowania), a 9 własnych lądowało na innych lotniskowcach, jeden samolot zaginął. Po bitwie okręt powrócił na Mariany. Następnie brał udział w bombardowaniu wyspy Pagan i Iwo Jima. 27 czerwca okręt znalazł się na Eniwetok, gdzie pobrał zaopatrzenie. 30 czerwca popłynął na Bonin. Przez cały czerwiec samoloty lotniskowca brały udział w operacjach lotniczych na Marianach, bombardując wyspy Guam, Pagan i Bonin, a w połowie lipca „Bataan” popłynął na zachodnie wybrzeże Stanów Zjednoczonych, aby przejść remont, przybywając do San Francisco 30 lipca. 13 października okręt był już z powrotem w Pearl Harbor, gdzie wszedł w skład Task Group 19.5. Aż do marca 1945 lotniskowiec przebywał na wodach Hawajów, biorąc udział w ćwiczeniach i szkoleniach przygotowujących pilotów do akcji wspierania lądowania na wyspach Riukiu. Podczas ćwiczeń stracono 12 samolotów, ale żaden pilot nie zginął. 3 marca lotniskowiec opuścił Pearl Harbor, a 13 marca przybył na atol Ulithi. W kolejnych dniach samoloty lotniskowca wspierały siły lądujące na Okinawie, uczestnicząc w powietrznych rajdach na Kiusiu, atakując bazy japońskiej marynarki wojennej w Kobe i Kure. Podczas japońskich kontrataków grupa lotnicza z lotniskowca straciła cztery samoloty, a w wyniku bliskich wybuchów bomb zginął jeden marynarz, a jedenastu zostało rannych. 7 kwietnia 1945 roku samoloty lotniskowca brały udział w akcji zatopienia pancernika „Yamato”. Następnie do 17 kwietnia operowały nad Okinawą, wspierając siły amerykańskie na wyspie i atakując cele na Kiusiu. 18 kwietnia przeciwpodwodny patrol lotniczy z lotniskowca brał udział w zatopieniu japońskiego okrętu podwodnego I-56. 29 maja okręt zakończył swoją misję na Okinawie i udał się na Filipiny, gdzie odbyły się niezbędne naprawy, a załoga zyskała chwilę odpoczynku. 1 lipca, będąc w składzie Task Group 38.3, „Bataan” popłynął w kierunku macierzystych wysp Japonii. Od 10 lipca samoloty lotniskowca atakowały cele na wyspach, między innymi brały udział w ataku na pancernik „Nagato”, 24 lipca w ataku na pancernik „Hyūga”. Po japońskiej kapitulacji samoloty patrolowały wyspy w poszukiwaniu obozów jenieckich. 10 września „Bataan” opuścił japońskie wody, kierując się na wschodnie wybrzeże Stanów Zjednoczonych, przybywając do Nowego Jorku 17 października 1945 roku. Następnie w ramach operacji „Magic Carpet” 21 listopada popłynął do Europy po wracających do domu amerykańskich żołnierzy. Po wykonaniu dwóch takich rejsów lotniskowiec został skierowany do Filadelfii, gdzie 11 lutego 1947 roku został przeniesiony do Floty Rezerwowej.

### Wojna w Korei
13 maja 1950 roku okręt został przywrócony do aktywnej służby, jego dowódcą został komandor Edgar T. Neale. 25 czerwca 1950 roku wojska Korei Północnej wkroczyły na terytorium Korei Południowej i rozpoczęła się wojna koreańska. „Bataan” popłynął ponownie na Pacyfik, przybywając 28 lipca 1950 roku do San Diego. Przez kolejne cztery miesiące lotniskowiec pływał po wodach zachodniego wybrzeża, przygotowując się do rejsu na drugą stronę Oceanu Spokojnego do Korei. 16 listopada lotniskowiec wypłynął do Japonii, 28 listopada przybył do Jokohamy, 16 grudnia wszedł w skład Task Force 77 u północno-wschodnich wybrzeży Korei, biorąc udział w walkach wspierających wojska aliantów. 31 grudnia okręt popłynął na zachodnie wybrzeże Korei i w ramach Task Group 96.9 wziął udział w walkach o Seul. Samoloty lotniskowca brały udział w blokadzie zachodniego wybrzeża. Przez kolejne trzy miesiące do marca 1951 jednostka odbywała rejsy patrolowe na Morzu Żółtym. 8 kwietnia okręt wraz z brytyjskim lotniskowcem HMS „Theseus” zajęły pozycje na Morzu Japońskim po Task Force 77, który udał się w kierunku Formozy na wieść o tym, że możliwe jest przeciwuderzenie wojsk chińskich z tej wyspy. Samoloty Vought F4U Corsair wraz z brytyjskimi Fairey Firefly i Hawker Sea Fury brały udział w atakach na Wŏnsan, Hamhŭng i Kimch’aek. Między 16 a 20 kwietnia lotniskowiec uzupełniał zapasy w Sasebo, a następnie wraz z HMS „Theseus” ponownie wrócił do akcji. 2 czerwca 1951 roku lotniskowiec opuścił strefę działań wojennych i popłynął do Bremerton w celu dokonania remontu, który trwał do listopada. Pod koniec stycznia 1952 roku okręt popłynął do Yokosuki, tam do 29 kwietnia odbywały się szkolenia załogi przed powrotem na wody koreańskie. 22 maja lądujący corsair wystrzelił rakietę, która uszkodziła pokład lotniczy lotniskowca. Okręt popłynął do Yokosuki w celu dokonania niezbędnych napraw, a następnie w okresie od czerwca do lipca brał udział w rejsach patrolowych na Morzu Żółtym, w tym czasie samoloty z lotniskowca atakowały komunistyczne linie zaopatrzeniowe. W sierpniu okręt powrócił na zachodnie wybrzeże Stanów Zjednoczonych, przybywając do San Diego 26 sierpnia. W październiku „Bataan” kolejny raz wyruszył na Daleki Wschód. W listopadzie i grudniu 1952 roku lotniskowiec brał udział w ćwiczeniach przeciwpodwodnych. Od lutego do maja 1953 roku samoloty z lotniskowca ponownie brały udział w operacjach lotniczych nad półwyspem koreańskim. 10 maja „Bataan” wypłynął w rejs do San Diego, do którego przybył 26 maja. Już po zakończeniu działań wojennych w Korei, 31 lipca okręt popłynął w rejs do Kobe i Yokosuka, powracając do Stanów 26 sierpnia. 9 kwietnia 1954 roku okręt został przeniesiony do Floty Rezerwowej Pacyfiku w San Francisco. 15 maja 1959 roku lotniskowiec został przeklasyfikowany na pomocniczy transportowiec lotniczy (auxiliary aircraft transport) (AVT-4), 1 września 1959 skreślony z listy floty, a 19 czerwca 1961 roku sprzedany na złom.
Lotniskowiec za swoją służbę podczas II wojny światowej został odznaczony sześcioma odznaczeniami Battle Stars, a za służbę podczas wojny w Korei siedmioma Battle Stars.